# Тит Пуллон
Тит Пулло́н (Тит Пулло, Тит Пуллион; лат. Titus Pullo) — центурион XI легиона. 
Юлий Цезарь упоминает о нём в произведении «Записки о Галльской войне» и в «Записках о гражданской войне».

## В произведениях Цезаря
Раздел 44 книги 5 посвящён двум римским центурионам XI легиона — Луцию Ворену и Титу Пуллону:

В том легионе были два очень храбрых человека, центуриона, которые должны были получить повышения до первого ранга, их звали Луций Ворен и Тит Пуллон
Между собой они постоянно спорили, кто из них должен быть предпочтён при назначении на командную должность,
и каждый год они продолжали соперничество за продвижение по службе со всё большей враждебностью.
Когда перед укреплениями шла ожесточённая битва (прим. римский лагерь осадили нервии), Пуллон, один из них, произнёс: «Что же ты колеблешься, Ворен? И какую же более подходящую возможность проявить свою доблесть ты ищешь?
Именно в этот день наши споры должны разрешиться!».
Произнеся эти слова, он ринулся за линии фортификаций, и обрушился на ту часть войск противника, где врагов было больше.
Но и Ворен не остался под прикрытием укреплений: подтверждая свою хорошую репутацию, он сразу последовал за Пуллоном.
Тогда, когда до врага оставалось совсем немного, Пуллон бросил своё метательное копьё в противника, и пронзил одного из многих приближающихся врагов, и,
пока поражённый неприятель падал замертво, остальные враги закрыли его своими щитами, и все стали бросать в Пуллона своё оружие, не давая ему никакой возможности отступления.
Щит Пуллона был пронзён, и метательное копьё вонзилось в его перевязь.
Из-за этого его ножны развернулись, а копьё мешало его правой руке выхватить меч; его окружала толпа врагов, и он попал в очень затруднительное положение.
Его соперник (Ворен) пришел ему на помощь.
Немедленно вся толпа развернулась от Пуллона в сторону нового противника, рассчитывая пронзить его насквозь метательными копьями.
Ворен энергично бросился к ним с мечом и вступил в рукопашную схватку.
Убив одного врага, он ненадолго оттеснил остальных; но в пылу битвы Ворен оступился и, угодив в небольшую яму, упал.
Теперь уже, в свою очередь, ему приходит на помощь Пуллон; и оба, невредимые, перебив множество врагов, отступили вглубь укреплений,
под самые громкие аплодисменты своих товарищей.
Так захотела Фортуна, чтобы оба они, хотя и были соперниками и конфликтовали, стали спасителями друг для друга
и пришли друг другу на помощь в трудную минуту.
И никто не смог бы сказать определённо, который из этих двух является более достойным и кого следовало бы предпочесть другому.

Оригинальный текст (лат.)Erant in ea legione fortissimi viri, centuriones, qui primis ordinibus appropinquarent, Titus Pullo et Lucius Vorenus. Hi perpetuas inter se controversias habebant, quinam anteferretur, omnibusque annis de locis summis simultatibus contendebant. Ex his Pullo, cum acerrime ad munitiones pugnaretur, "Quid dubitas," inquit, " Vorene? aut quem locum tuae probandae virtutis exspectas ? hic dies de nostris controversiis iudicabit." Haec cum dixisset, procedit extra munitiones quaque pars hostium confertissma est visa irrumpit. Ne Vorenus quidem tum sese vallo continet, sed omnium veritus existi mationem subsequitur. Mediocri spatio relicto Pullo pilum in hostes immittit atque unum ex multitudine procurrentem traicit; quo percusso et exanimato hunc scutis protegunt, in hostem tela universi coniciunt neque dant regrediendi facultatem. Transfigitur scutum Pulloni et verutum in balteo defigitur. Avertit hic casus vaginam et gladium educere conanti dextram moratur manum, impeditumque hostes circumsistunt. Succurrit inimicus illi Vorenus et laboranti subvenit. Ad hunc se confestim a Pullone omnis multitudo convertit: illum veruto arbitrantur occisum. Gladio comminus rem gerit Vorenus atque uno interfecto reliquos paulum propellit; dum cupidius instat, in locum deiectus inferiorem concidit. Huic rursus circumvento fert subsidium Pullo, atque ambo incolumes compluribus interfectis summa cum laude sese intra munitiones recipiunt. Sic fortuna in contentione et certamine utrumque versavit, ut alter alteri inimicus auxilio salutique esset, neque diiudicari posset, uter utri virtute anteferendus videretur.

Еще раз имя Тита Пуллона появляется в «Записках о гражданской войне», в книге III.67, когда Цезарь рассказывает о событиях битвы при Диррахии (ок 10 июля 48 года до н. э)., то есть 6 лет спустя после первого упоминания. Пуллон сражается в легионе Помпея:
Лазутчики сообщили Цезарю, что туда пришел легион со всеми знамёнами. Это сообщение было подтверждено наблюдениями, сделанными с некоторых высоколежащих редутов. Место это находилось приблизительно в пятистах шагах от нового лагеря Помпея. Цезарь, надеясь уничтожить этот легион и очень желая вознаградить себя за урон, понесенный в тот день, оставил у шанцевых работ две когорты, которые должны были делать вид, что работают над укреплением. Сам же он вывел против легиона Помпея и его малого лагеря остальные тридцать три когорты в двойной линии; среди этих когорт был и 9-й легион, потерявший много центурионов и уменьшившийся в численном воинском составе. Для этой цели он двинулся как можно незаметнее в противоположном направлении. И сначала он не ошибся в своих предположениях: он пришел раньше, чем Помпей мог заметить, и, несмотря на сильные лагерные укрепления, быстро атаковал помпеянцев на левом фланге, на котором находился сам, выбив их с вала. Перед воротами лагеря была колючая изгородь. Здесь на короткое время завязалось сражение, причем наши пытались прорваться через ворота, а те защищали их. Особенно храброе сопротивление оказал здесь Т. Пулион, благодаря которому, как мы указывали, было предано войско Г. Антония. Но храбрость наших одержала верх: они уничтожили изгородь, ворвались сначала в главный лагерь, а затем в находящуюся внутри его крепость, куда укрылся разбитый легион, и там перебили несколько сопротивлявшихся.

## Художественный образ
Тит Пуллон — один из главных героев в сериале HBO/BBC «Рим» (2005—2007), в основе сюжета которого положены реальные факты военных походов, правления и гибели Гая Юлия Цезаря, борьба за власть и начало правления Октавиана Августа. Однако, вопреки историческим свидетельствам, в сериале Тит Пуллон (актер Рэй Стивенсон) — простой легионер XIII легиона, находящийся в подчинении у Луция Ворена, а не центурион XI Клавдиева легиона, каким являлся в действительности. Полностью вымышлена и его связь с египетской царицей Клеопатрой.
В цикле фэнтезийных романов Гарри Тертлдава «Хроники пропавшего легиона» является одним из эпизодических персонажей. Представлен простым легионером. Основная причина его появлений связана с соперничеством с Луцием Вореном, который так же изображён простым легионером.